# Itatiaya ywyty
Itatiaya ywyty là một loài nhện trong họ Ctenidae.
Loài này thuộc chi Itatiaya. Itatiaya ywyty được miêu tả năm 2006 bởi Polotow & Antonio D. Brescovit.